# Máiréad Nesbitt

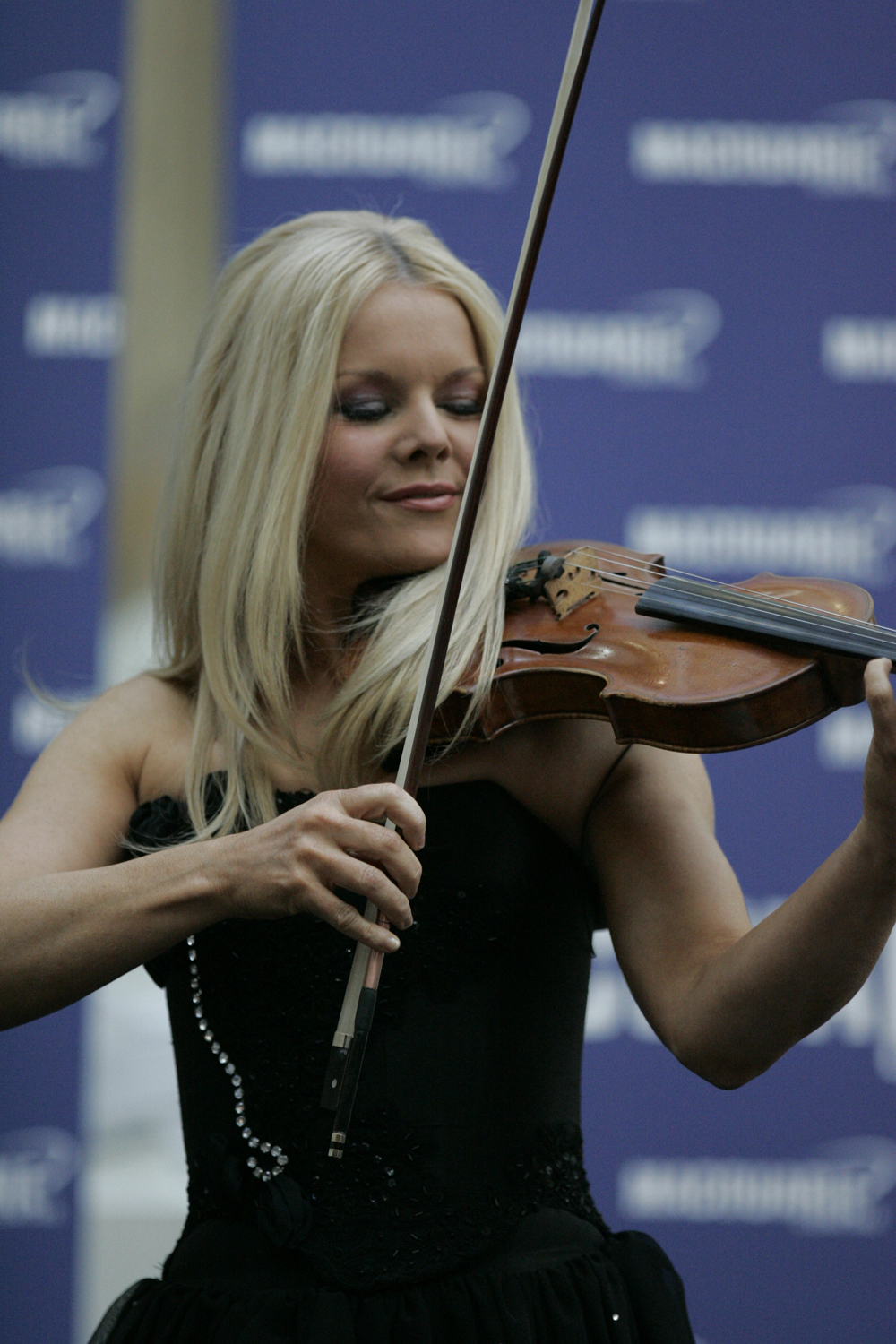
Máiréad Nesbitt im Macquarie Shopping Centre, Sydney (2012)

Máiréad Anna Kathleen Nesbitt, gesprochen englisch [ˈmɔːreɪd], irisch [ˈmɑːɾʲeːd̪], (* 18. April 1979 in Loughmore, County Tipperary, Irland) ist eine irische klassische Musikerin und ehemaliges Mitglied der Gruppe Celtic Woman. In der Gruppe spielte sie die Violine.

## Hintergrund
Nesbitt wurde als Tochter der beiden Musiklehrer John und Kathleen Nesbitt geboren. Sie hat eine Schwester, Frances, und vier Brüder, Seán, Michael, Noel und Karl. Alle sind ebenfalls Musiker.
Sie begann im Alter von vier Jahren das Klavier- und mit sechs das Violinspiel.
Sie hat am Ursuline Convent in Thurles (County Tipperary), dem Waterford Institute of Technology und der Cork School of Music studiert. Während sie zur Schule ging, war sie zeitweise Mitglied im National Youth Orchestra of Ireland.
Nesbitt hat die Royal Academy of Music und das Trinity College of Music in London, geführt von Emanuel Hurwitz, besucht und mit einem Doktorgrad abgeschlossen.
Neben ihrer Familie hatten auch die Musik von Itzhak Perlman, Michael Coleman sowie Alison Krauss, David Bowie und Sting Einfluss auf ihre musikalische Entwicklung.

## Karriere
Nach ihrem Studium spielte Nesbitt im RTÉ Concert Orchestra. Dort begann sie im Alter von 16 Jahren ihre professionelle Karriere als Violinistin.
Später spielte sie als Solistin in Zusammenarbeit mit verschiedenen Sängern wie Van Morrison, Clannad und Sharon Shannon. Sie spielte auch als Violinistin in der irischen Gruppe Coolfin und nahm mit ihnen ein Album auf.
Nesbitt wurde im Jahr 1996 von Michael Flatley in die Show Lord of the Dance eingeladen.
Dort spielte sie die erste Geige bis 1998. Danach spielte sie auch in der zweiten Produktion von Flatley Feet of Flames erneut als erste Geige, bis sie im Jahr 2001 die Show verließ. Nesbitt spielt auch auf den Alben zur Show sowie auf dem Album zur Show Riverdance.
Nesbitt veröffentlichte ihr Debüt-Solo-Album Raining Up im Jahr 2001. Darauf spielt sie Stücke aus Musicals sowie traditionelle als auch zeitgenössische Werke.
Auf dem Album sind mehrere Gastauftritte zu hören, unter anderem von ihrer Familie. Um ihr Album zu promoten, tourte sie mit ihrer Familie als Band.
2004 wurde sie eingeladen, für Celtic Woman im Helix Theatre in Dublin zu spielen.
Aufgrund der Popularität dieses Auftritts, der auch im Fernsehen übertragen und auf einem Live-Album veröffentlicht wurde, wurden fünf Touren durch die Vereinigten Staaten unternommen.
Celtic Woman haben bis heute acht Alben veröffentlicht: Celtic Woman, Celtic Woman: A Christmas Celebration, Celtic Woman: A New Journey, Celtic Woman: The Greatest Journey, Celtic Woman: Songs from the Heart, Celtic Woman: Lullaby, Celtic Woman: Believe und Celtic Woman: Home for Christmas.
2005 arbeitete Nesbitt mit der Bhangra-Fusion-Band The Dhol Foundation an ihrem Album Drum-Believable. Das Album wurde von Tibor Kasza für die Tour von Irish Dance Invasion komponiert. Produziert wurde das Album mit der Gruppe Afro Celt Sound System in Budapest. Nesbitt gab auch ein Privatkonzert für Prinzessin Anne während ihres Dublinbesuchs im September 2004. 2006 wurde die Live in Concert DVD von Celtic Tenors mit Songs von Nesbitt veröffentlicht.
Nesbitt wirkt als Solistin in Walt Disney’s Direct-to-DVD-Film Tinker Bell mit. Joel McNeely komponierte speziell auf ihren charakteristischen Stil zugeschnittene Musik und arbeitete gemeinsam mit ihr daran, der Musik den letzten Schliff für keltische Authentizität zu geben.
Nesbitt wurde vom Irish Music Magazine als „Best Traditional Female in 2003“ beschrieben.
Zurzeit arbeitet Nesbitt an ihrem zweiten Solo-Album sowie an einem Album mit ihrer musikalischen Familie.
Kurz vor Thanksgiving 2011 heiratete Nesbitt Jim Mustapha Jr., den Beleuchter der Celtic Woman, in Maui, Hawaii.

## Diskografie
- Lord of the Dance (März 1997)[12]
- Feet of Flames (Februar 1999)
- Raining Up (2001 UK Release; 2006 US Release)
- Drum-Believable (2005)
- Celtic Woman (März 2005)
- Celtic Woman: A Christmas Celebration (Oktober 2006)
- Celtic Woman: A New Journey (Januar 2007)
- Celtic Woman: The Greatest Journey (Oktober 2008)
- Tinker Bell (Oktober 2008)
- Tinker Bell and the Lost Treasure (September 2009)
- Celtic Woman: Songs from the Heart (Januar 2010)
- Celtic Woman: Lullaby (Februar 2011)
- Celtic Woman: Believe (Mai 2011, Januar 2012)
- Celtic Woman: Home for Christmas (Oktober 2012)
- Hibernia (Dezember 2016)
- Devils Bit Sessions: Three Generations of Tradition (Live) (Juni 2017)
- Celtic Spells (März 2023)

## Filmografie
- Lord of the Dance (November 1999)[12]
- Celtic Woman (März 2005)
- Celtic Woman: A New Journey (Januar 2007)
- Celtic Woman: A Christmas Celebration (Oktober 2007)
- Celtic Woman: The Greatest Journey (Oktober 2008)
- Celtic Woman: Songs from the Heart (Januar 2010)
- Celtic Woman: Believe (Januar 2012)